# Aperitivos salados

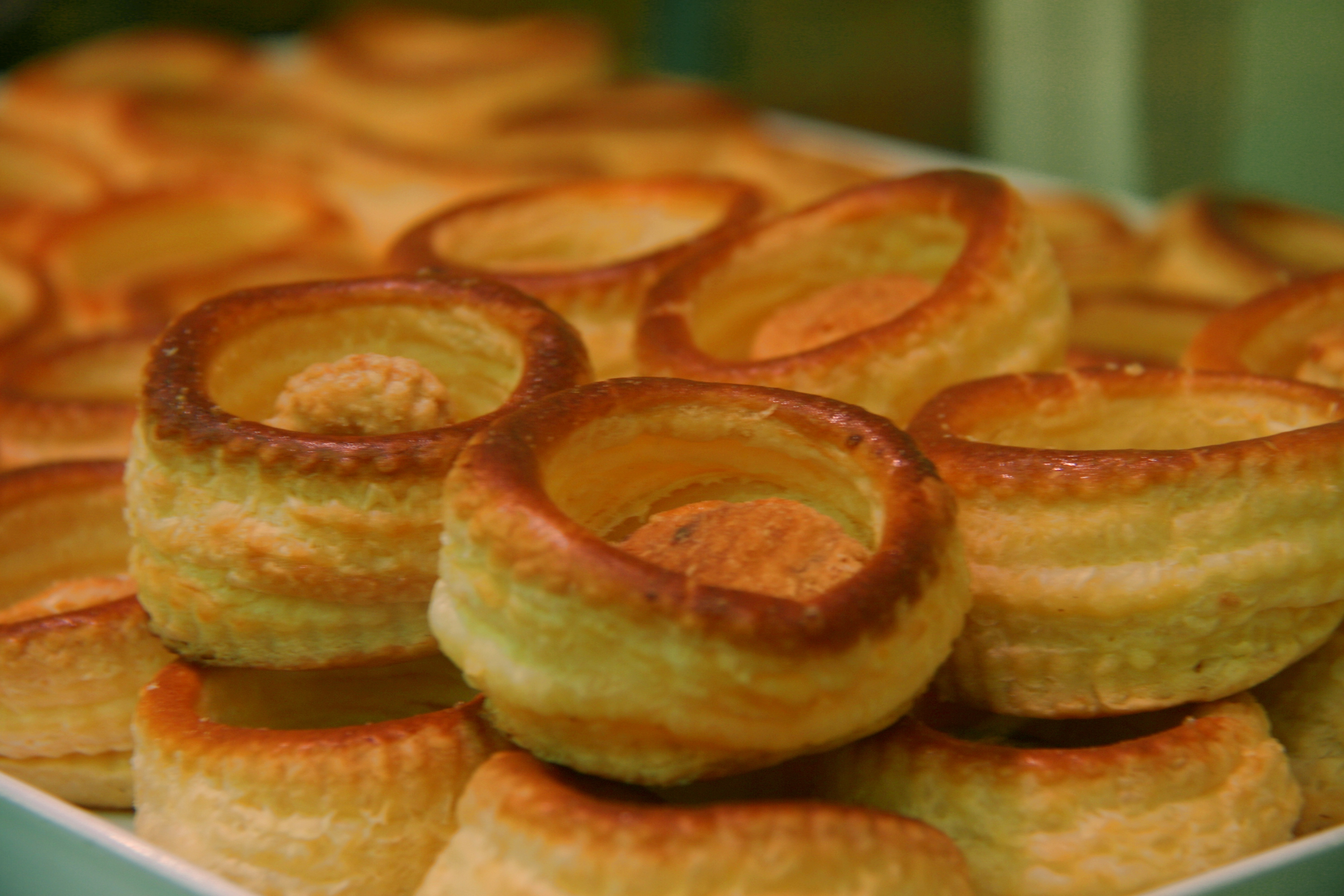
Besamelas rellenas como aperivo salado'.

Aperitivos salados (denominados también Aperitivos de hojaldre) son una especie de pequeños bollos que son servidos como snack y que están elaborados con masa de hojaldre y rellenos de diversos contenidos en textura de crema. Su denominación alude a que suelen ser rellenos de sabor salados como puede ser: sobrasada, crema de queso, paté de hígado de cerdo, etc. Es frecuente encontrar este tipo de aperitivo en las pastelerías españolas y su elaboración es frecuente en la repostería española. Estudios acerca de la psicología de las preferencias culinarias ha mostrado que los aperitivos salados son habitualmente preferidos por los hombres, mientras que las mujeres prefieren aperitivos de sabor dulce.

## Variantes
En otras ocasiones la denominación aperitivo salado puede aludir a una categoría de aperitivos cuyo contenido salado les distingue de los dulces como pueden ser bollos, pasteles, etc. Suelen ser tostadas (o crackers) cubiertas en su parte superior por mahonesa, paté, y a veces con contenidos sólidos como salmón ahumado, bacalao, rodajas de chorizo, rodajas de aceituna, etc. Su consumo suele ser muy habitual entre adolescentes. Este tipo de aperitivos con el tiempo ha dado lugar a una forma creativa de minicocina.